# Sollebrunn
Sollebrunn est une localité de Suède située dans la commune d'Alingsås du comté de Västra Götaland. Elle couvre une superficie de 1,4 km2. En 2010, elle compte 1 440 habitants.